# Ablerus argentiscapus
Ablerus argentiscapus är en stekelart som beskrevs av Girault 1932. Ablerus argentiscapus ingår i släktet Ablerus och familjen växtlussteklar. Inga underarter finns listade i Catalogue of Life.